# Троїнка
Тро́їнка (рос. Троинка) — село у складі Рубцовського району Алтайського краю, Росія. Входить до складу Дальної сільської ради.

## Населення
Населення — 165 осіб (2010; 183 у 2002).
Національний склад (станом на 2002 рік):
- росіяни — 91 %